# Kamo no Mabuchi
Kamo no Mabuchi (1697-1769) foi um poeta considerado o primeiro grande intelectual xintoísta, o qual sintetizava a doutrina naturalista taoísta com o Xintô. O “caminho”, equivalente ao Tao, do ser humano, deve ser obtido por meio da observação dos processos naturais. Propõe também a superioridade da sensibilidade intuitiva japonesa para os princípios naturais, enfatizando a necessidade da pureza de coração.
https://www.britannica.com/biography/Kamo-Mabuchi